# Tepuiwaldsänger

Verbreitung

Der Tepuiwaldsänger (Myioborus castaneocapilla, Syn.: Myioborus castaneocapillus) ist ein kleiner Singvogel aus der Gattung Myioborus in der Familie der Waldsänger (Parulidae). Das Verbreitungsgebiet befindet sich in Brasilien, Guyana und Venezuela. Von der IUCN werden sie als „nicht gefährdet“ (least concern) geführt.

## Merkmale
Tepuiwaldsänger erreichen eine Körperlänge von 13 Zentimeter. Die Flügellänge beträgt bei den Männchen 6,2 bis 7 Zentimeter; bei den Weibchen 5,9 bis 6,5 Zentimeter. Das Kopfgefieder von Erwachsenen und einjährigen Jungvögeln der Nominatform ist grau und schwach oliv getönt und zeigt einen hervorstechenden rötlich-braunen Kronenfleck, der sich nicht bis zur Stirn zieht. Die schmalen unterbrochenen Augenringe und der undeutliche Strich über den Zügeln ist weißlich. Das Oberseitengefieder ist grau und oliv getönt. Die Flügel sind schwärzlich mit schmalen grauen Federrändern. Das Unterseitengefieder ist zitronengelb-gelblich. Der Schwanz mit weißen äußeren Federn und der Schnabel und die Beine sind schwärzlich; die Unterschwanzdecken weiß.

## Vorkommen, Ernährung und Fortpflanzung
Tepuiwaldsänger sind Standvögel, die nur begrenzt innerhalb der Höhenlagen wechseln. Die Tiere bewohnen Bergwälder, Waldränder und Rodungen in Höhen von 1200 bis 2200 Metern. Anders als die verwandten Waldsängerarten auf den Tepuis in Venezuela sind sie dabei weiter zerstreut. Ihre aus Insekten bestehende Nahrung suchen sie in den mittleren Regionen der Vegetation. Bei ihren Streifzügen sind sie paarweise oder in kleinen Gruppen oft mit anderen Vogelarten zu beobachten. Zum Nestbau und zu den Brut- und Nestlingszeiten gibt es keine Untersuchungen.

## Systematik und Verbreitung
Der Tepuiwaldsänger wurde früher mit dem Braunkappen-Waldsänger (Myioborus brunniceps) zu einer Art zusammengefasst. Durch die disjunkte Verbreitung und wegen der unterschiedlichen Stimmlaute wurde der Tepuiwaldsänger als eigenständige Art erfasst, obwohl beide Arten unzweifelhaft nah verwandt sind und möglicherweise Schwesterarten sind.
Die Art bildet mit dem Goldzügel-Waldsänger (Myioborus pariae), dem Weißwangen-Waldsänger (Myioborus albifacies) und dem Guaiquinimawaldsänger (Myioborus cardonai) eine Superspecies zu der manche Autoren auch den Braunkappen-Waldsänger zählen.
Es gibt drei anerkannte Unterarten:
- Myioborus c. castaneocapilla (Cabanis, 1849) – Kommt auf den Tepuis in der Gran-Sabana-Region im Bundesstaat Bolívar in Venezuela vor und im angrenzenden Guyana sowie im Norden von Brasilien.
- Myioborus c. duidae Chapman, 1929 – Verbreitet auf dem Cerro Duida, Cerro Huachamacari und Cerro Parú im zentralen Amazonasgebiet in Venezuela und auf dem Cerro Jáua im Südwesten von Bolívar. Unterscheidet sich von der Nominatform durch das dunkel orangegelbe Unterseitengefieder und dem reineren grauen Oberseitengefieder. Die unterbrochenen Augenringe sind weißer.
- Myioborus c. maguirei Phelps & Phelps Jr, 1961 – Vorkommen gibt es nur auf dem Cerro la Neblina im südlichen Amazonasgebiet in Venezuela. Die Unterart ähnelt der Nominatform. Das Unterseitengefieder ist fahler gelb, die unterbrochenen weißliche Augenringe treten deutlicher vor und die Stirnregion ist weniger grau.